# آدیتیا کومار
آدیتیا کومار (انگلیسی: Aditya Kumar) یک هنرپیشه اهل هند است. وی از سال ۲۰۱۴ میلادی تاکنون مشغول فعالیت بوده‌است. وی متولد شهر پتنه است.
او در فیلم ضربان قلب، دارودسته‌های واسیپور و دارودسته‌های واسیپور- قسمت دوم بازی کرده‌است.